# Skyttis

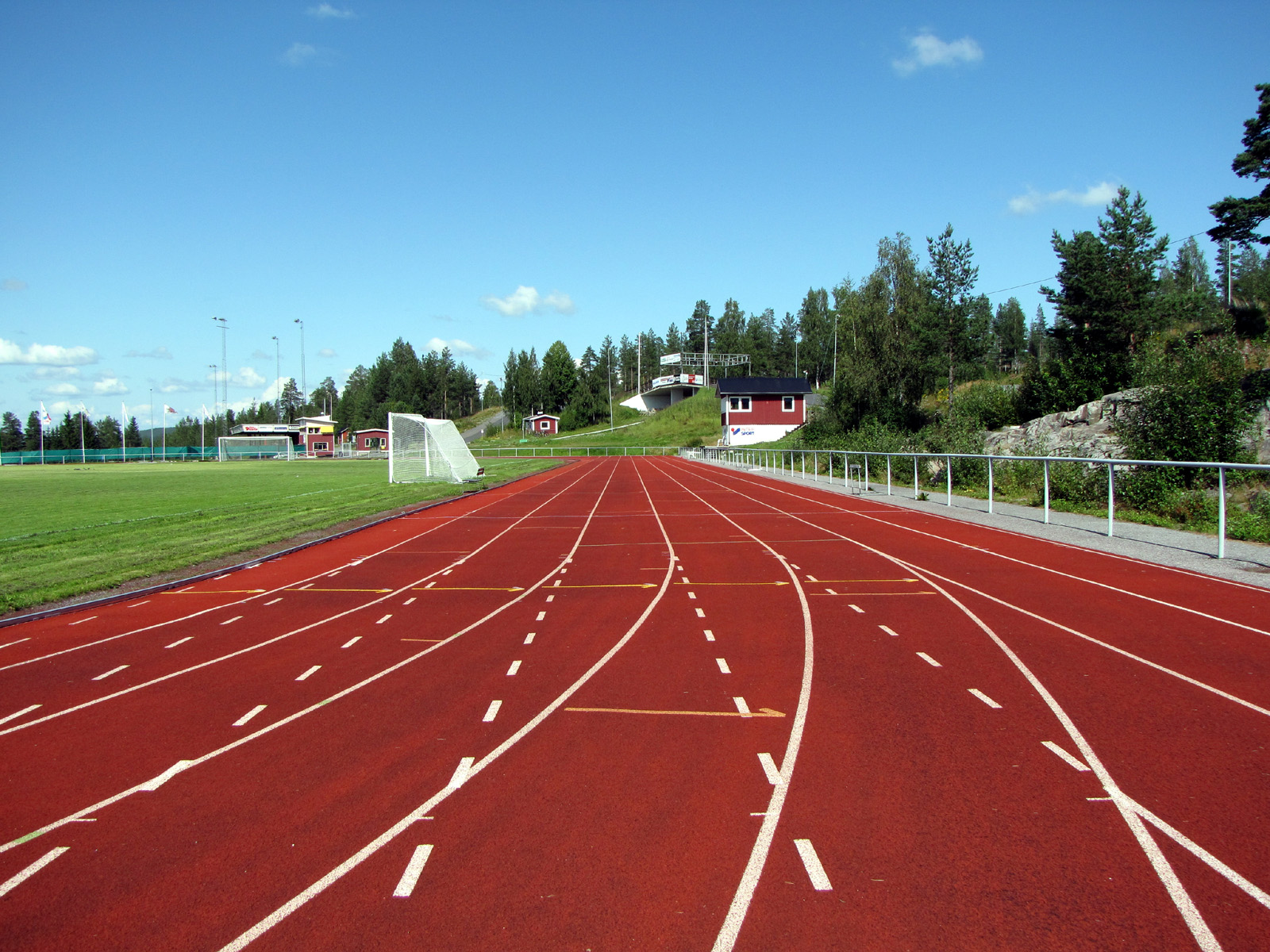
Löparbana på Skyttis IP

Skyttis är ett friluftsområde och idrottsanläggning i Örnsköldsvik.
Skyttis ligger vid Vattentornsområdet i norra utkanten av centrala Örnsköldsvik. Spårsystemet för löpning och skidåkning i skogsmiljö finns i flera olika längder (1,5-13km) och kupering (belysning finns på ca 13km). Sju kilometer av detta är asfalterat för rullskidåkning sommartid. Den delen har också en anläggning för konstsnö.
Skyttis IP består av tre fotbollsplaner av grus, gräs och konstgräs. Gräsplanen är omgärdad av tartanbanor för alla friidrottsgrenar. Här finns också en skrinnarbana, en curlinghall och en ishockeyhall, Skyttishallen (ej att förväxla med Hägglunds Arena).
Den 28 september 2007 invigdes Skyttis Arena, som är en hall främst för innebandy. Arenans area är ca 2 000 kvadratmeter och rymmer totalt 1 000 åskådarplatser, varav 800 sittande. Här finns också ett café och läktarplatser för funktionshindrade.
Skyttis har varit värdplats för många större idrottsevenemang. Bland annat hölls SM i skidor 1987 och 1993 här, liksom junior-VM 1980. Även isracing har förekommit, bland annat så hölls VM-semifinalen 2004 på Skyttis.
På skyttisområdet arrangerades åren 1994-2012 en vårmässa kallad Örnexpo. Under mässan fylldes området med mängder av utställare, gästande artister och uppemot 50 000 besökare.